# Jean-Baptiste Colbert
Jean-Baptiste Colbert, francoski ekonomist in državnik, * 29. avgust 1619, Reims, Francija, † 6. september 1683, Pariz.

## Življenje in delo
Leta 1666 je Colbert ustanovil francosko Kraljevo akademijo znanosti (Académie Royale des sciences), ki je v resnici obstajala že nekako 30 let. Tako kot drugod so tudi v Franciji imeli učenjaki navado, da so se redno shajali, najpogosteje na domu katerega od njih, in se pogovarjali o svojem delu in odkritjih. V Parizu so se dobivali pri Melchisedecu Thevenotu, znanstvenem vsevedu, neutrudljivem zbiralcu in popotniku. Prav v njegovi hiši je na primer Mersenne, ki si je dopisoval z vsemi evropskimi znanstveniki, Descartesu predstavil angleškega filozofa Hobbesa. V ta krog so spadali Personne de Roberval, Gassendi in Pascal. V tujini so imele podobne skupine še pokrovitelja ali statut. V Firencah je bil od leta 1657 zavetnik Accademie del Cimento kardinal Leopold Medičejski, na Bavarskem je Nemško naravoslovno akademijo cesarjev Leopolda in Karla podprl cesar Leopold I., v Angliji so ustanovili Kraljevo družbo (Royal Society) leta 1645.
Velja za pomembnega predstavnika merkantilizma.
Colbert, ki je kakor zmeraj skrbel za vpliv države, se je zato odločil, da nacionalizira skupščino francoskih znanstvenikov s soustanovitvijo Kraljeve akademije znanosti, ki bi bila podobna Richelieujevi Académie française. Med prvimi sedmimi člani so bili kar štirje astronomi: Auzout, Picard, Roberval in Huygens, ki ga je tik pred tem Ludvik XIV. poklical v Pariz. 
Od leta 1667 do 1772 je Colbert skupaj z Jean-Felixom Picardom vodil gradnjo observatorija v Parizu. 20. junija 1667, na dan poletnega obrata so bili Auzout, Frenicle de Bessy, Picard, Buot in Richer že zjutraj v Uranoskopu ali v Observatoriju, da bi na kamen začrtali poldnevnik.
Služboval je pri Ludviku XIV.